# Spogostylum caucasicum
Spogostylum caucasicum är en tvåvingeart som först beskrevs av Zaitzev 1961.  Spogostylum caucasicum ingår i släktet Spogostylum och familjen svävflugor. Inga underarter finns listade i Catalogue of Life.